# ROTA

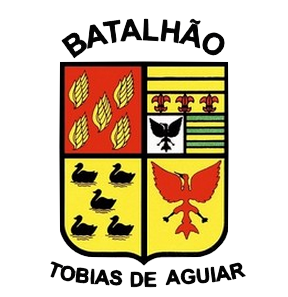
BrasãoROTA

ROTA, kurz für Rondas Ostensivas Tobias de Aguiar, ist ein Polizeibataillon (1º Batalhão de Policiamento de Choque) der Polícia Militar im brasilianischen Bundesstaat São Paulo (Polícia Militar do Estado de São Paulo).
Das Hauptquartier liegt im Zentrum São Paulos an der Avenida Tiradentes.
Die ROTA-Fahrzeuge haben nicht die üblichen Farben der Polícia Militar (Rot, Weiß und Schwarz), sondern sind dunkelgrau mit einem schwarzen Streifen, der sich über das ganze Auto streckt.
ROTA ist bekannt für ihr hartes Vorgehen gegen Verdächtige. Genau dieses Vorgehen bringt der Einheit die Sympathie vieler Bewohner São Paulos.

## Aufgaben
Zu den Aufgaben gehören die Kontrolle von Unruhen (Crowd and Riot Control), der Kampf gegen die sogenannte Stadtguerilla (gemeint sind heute z. B. das Primeiro Comando da Capital und ähnliche kriminelle Organisationen) sowie das schnelle Eingreifen in extremen Situationen wie Geiselnahmen. Das Einsatzgebiet erstreckt sich dabei über den ganzen Bundesstaat São Paulo.
Dabei arbeitet man eng mit anderen Einheiten der Polícia Militar zusammen, wie z. B. dem 2º Batalhão de Policiamento de Choque oder der Força Tatica.

## Bewaffnung
- Pistole Taurus PT100
- Pistole Taurus PT 24/7
- FN FAL
- IMBEL IA2

## Kritik
Die Arbeit der Einheit wird von Kontroversen begleitet. Laut einer Statistik, geführt von der Ouvidoria da Polícia Militar, wurden im Zeitraum von Januar bis Februar 2015 in den 27 größten Städten des Bundesstaates São Paulo 117 Verdächtige von der Polizei getötet. Das Bataillon der ROTA ist für zwölf dieser Toten verantwortlich und damit statistisch gesehen das Bataillon im Bundesstaat, welches die meisten Toten zu verantworten hat. Diese Tatsache wird von einigen Lokalpolitikern als Grund der Besorgnis aufgeführt.
Die Polizeigewalt in Brasilien steht auch immer wieder durch Organisation wie Amnesty International im Fokus der Kritik. Dabei wird zwar nicht die ROTA im Speziellen erwähnt, sehr wohl aber der komplette Polizeiapparat. So heißt es im Amnesty International Report 2013 auf Seite 44:
States continued to adopt repressive and discriminatory policing methods in the face of armed criminal violence. [...] In Rio de Janeiro and São Paulo states, killings by police officers continued to be registered as “acts of resistance” or “resistance followed by death”. Few, if any, such cases were effectively investigated despite evidence that they involved excessive use of force and possible extrajudicial executions.
Die Bundesstaaten wenden weiterhin repressive und diskriminierende Polizeimethoden an, um bewaffneter Gewaltkriminalität zu begegnen. [...] In den Bundesstaaten Rio de Janeiro und São Paulo, werden Tötungen durch Polizisten weiterhin als "Widerstandshandlungen" oder "Widerstand gefolgt vom Tod" registriert. Nur in wenigen solcher Fälle, falls überhaupt, werden umfassende Ermittlungen angestellt, trotz Anzeichen dafür, dass exzessive Gewaltanwendung und mögliche außergerichtliche Hinrichtungen stattgefunden haben.
Im Angesicht der Statistiken wird daher klar, dass diese Kritik indirekt Einheiten wie die ROTA besonders trifft.

## Trivia
Durch den Roman Rota 66 - A Historia da Policia que Mata (übersetzt: „Rota 66 - Die Geschichte der Polizei, die tötet.“, deutscher Titel: „Mord in São Paulo: den Todesschwadronen auf der Spur.“) erlangte die Einheit erste internationale Aufmerksamkeit. Die im Roman erwähnten Statistiken sollen auf Fakten basieren und zeichnen ein düsteres Bild einer Einheit, welche nicht davor zurückschreckt zu töten.
International bekannt wurde die Einheit durch die Erstürmung des Block 9 (portugiesisch: Pavilhao 9) des berüchtigten Gefängnisses Carandiru in São Paulo. Dabei starben im Oktober 1992 111 Gefangene, die zuvor das Gefängnis in ihre Gewalt brachten. Oberst Ubiratan Guimaraes, der damals die Aktion leitete, wurde von einem Gericht 2001 zu einer Haftstrafe von 632 Jahren verurteilt, von der er aber keinen Tag in Haft verbrachte.
Der brasilianische Politiker Paulo Maluf wirbt in Wahlkampfspots im Fernsehen und Radio damit, dass während seiner Amtszeiten als Gouverneur des Bundesstaates und als Bürgermeister der Stadt São Paulo, die Straßen sicher gewesen seien, da die ROTA Präsenz zeigte. Vor dem Hintergrund des Rufes der Einheit als solche, die keine Fragen stellt, sondern tötet, versucht er seine Nulltoleranzstrategie gegen die hohe Kriminalitätsrate untermauern.
2009 erschien in Brasilien der Spielfilm Rota Comando, welcher die Arbeit der Einheit zeigt.